# Alfred Švarc
Alfred Svarc (opr. Schwarz) (født 24. april 1907 i Križevci, Kroatien - død 21. november 1986) var en kroatisk komponist, advokat, dirigent og pianist.
Svarc studerede klaver, direktion og komposition på Musikkonservatoriet i Zagreb. Han har skrevet 4 symfonier, orkesterværker, kammermusik, symfoniske digtninge, 7 strygerkvarteter, klaverstykker etc.

## Udvalgte værker
- Symfoni nr. 1 "Dramatisk" (1952) - for orkester
- Freds Symfoni (1953) - for orkester
- Kammersymfoni (1956) - for kammerorkester
- Livets Symfoni (1958) - for orkester